# Exabit
| Système international (SI) | Système international (SI) | Système international (SI) | Préfixes binaires (CEI) | Préfixes binaires (CEI)  | Préfixes binaires (CEI) | Ordre de grandeur |
| Unité                      | Notation                   | Valeur                     | Unité                   | Notation                 | Valeur                  | Ordre de grandeur |
| -------------------------- | -------------------------- | -------------------------- | ----------------------- | ------------------------ | ----------------------- | ----------------- |
| bit                        | bit                        | 1 bit                      | bit                     | bit                      | 1 bit                   | 1                 |
| kilobit                    | kbit ou kb                 | 103 bits                   | kibibit                 | Kibit (ou Kb, par usage) | 210 bits                | 103               |
| mégabit                    | Mbit ou Mb                 | 106 bits                   | mébibit                 | Mibit                    | 220 bits                | 106               |
| gigabit                    | Gbit ou Gb                 | 109 bits                   | gibibit                 | Gibit                    | 230 bits                | 109               |
| térabit                    | Tbit ou Tb                 | 1012 bits                  | tébibit                 | Tibit                    | 240 bits                | 1012              |
| pétabit                    | Pbit                       | 1015 bits                  | pébibit                 | Pibit                    | 250 bits                | 1015              |
| exabit                     | Ebit                       | 1018 bits                  | exbibit                 | Eibit                    | 260 bits                | 1018              |
| zettabit                   | Zbit                       | 1021 bits                  | zébibit                 | Zibit                    | 270 bits                | 1021              |
| yottabit                   | Ybit                       | 1024 bits                  | yobibit                 | Yibit                    | 280 bits                | 1024              |

L’exabit (symbole : Eb ou Ebit) est une unité de mesure ou de stockage dans le langage informatique. Elle équivaut à 1018 bits dans le système international ou encore 260 bits dans l'usage courant (exbibit pour la CEI), soit 1 000 pétabits.